# Phrynichus deflersi
Espèce
Phrynichus deflersi est une espèce d'amblypyges de la famille des Phrynichidae.

## Distribution
Cette espèce se rencontre en Somalie, en Érythrée, à Djibouti, au Yémen et en Arabie saoudite.

## Liste des sous-espèces
Selon Whip spiders of the World (version 1.0) :
- Phrynichus deflersi arabicus Weygoldt, 2003
- Phrynichus deflersi deflersi Simon, 1887

## Étymologie
Cette espèce est nommée en l'honneur d'Albert Deflers.

## Publications originales
- Simon, 1887 : Arachnides recuellis à Obock en 1886, par. M. le Dr L. Faurot. Bulletin de la Société zoologique de France, vol. 12, p. 452–455 (texte intégral).
- Weygoldt, 2003 : Reproductive biology of two species of Phrynichus, P. exophthalmus Whittick, 1940 and P. deflersi arabicus nov. ssp. (Chelicerata: Amblypygi). Zoologischer Anzeiger, vol. 242, no 3, p. 193-208.